# Ŷalāb

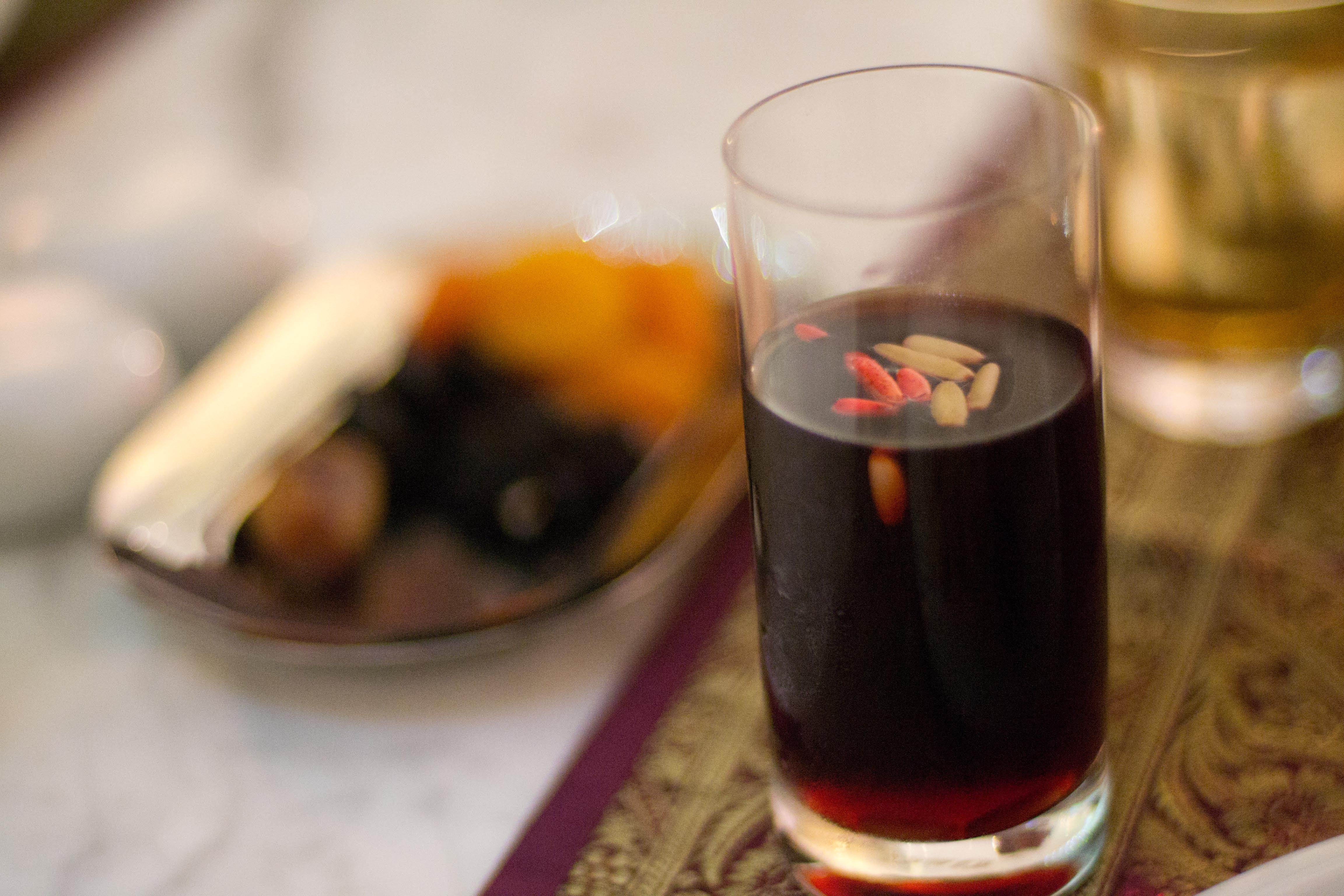
Vaso con un té de jallab.

Jallab (árabe, جلاب ) es un tipo de almíbar popular en el Medio Oriente preparado con algarroba, dátiles, melaza de uva y agua de rosas.
El jallab es muy popular en Siria, Palestina y Líbano. 

## Elaboración
Se prepara principalmente con melaza de uva y colorantes artificiales, finalmente es ahumado con incienso. Por lo general es servido con hielo molido, piñones flotantes y pasas de uva.